# Ivanildo Hespanhol
Ivanildo Hespanhol (? - São Paulo, 3 de janeiro de 2019) foi um pesquisador, engenheiro e cientista brasileiro, que foi um dos pioneiros e referência por décadas na pesquisa sobre escassez, conservação e reúso de águas no Brasil , sendo uma das autoridades científicas mais influentes sobre gerenciamento de água no continente americano, além de ter tido uma atuação científica de relevância internacional quando trabalhou como engenheiro ambiental na Organização Mundial de Saúde (OMS).

## Biografia
Ingressou na Escola Politécnica da Universidade de São Paulo em 1956, tendo concluído o curso de engenharia civil na USP em 1961. Depois de formado, ele permaneceu desenvolvendo pesquisas durante a década de 1960, vindo a concluir um doutorado na Faculdade de Saúde Pública da USP em 1968 com a tese "Investigação sobre o comportamento e aplicabilidade de filtros lentos de areia no Brasil", sob a orientação do professor doutor José Martiniano de Azevedo Neto.
Na década de 1970, Ivanildo Hespanhol se mudou com sua família para os Estados Unidos da América, vindo a concluir um mestrado em Engenharia Sanitária na Universidade da Califórnia em Berkeley em 1972 e, em seguida, avançou em seus estudos de pós-graduação quando em 1975 defendeu na mesma universidade estadunidense a tese de doutorado "The role of polyelectrolytes in flocculation kinetics" sob a supervisão dos professores Warren Kaufman e Robert Selleck, vindo a obter um segundo doutorado.
Após ingressar como professor efetivo na Escola Politécnica da USP, ele avançou na carreira docente vindo a alcançar a posição acadêmica de professor titular na Universidade de São Paulo, onde orientou diversos alunos que se tornariam professores na USP, como Pedro Alem Sobrinho e José Carlos Mierzwa.
Entre o período de 1987 a 1995, Ivanildo Hespanhol atuou em Genebra (Suíça) como engenheiro ambiental perante a OMS.
Entre 1998 e 1999, Ivanildo Hespanhol foi um dos fundadores do Centro Internacional de Referência em Reúso de Água (CIRRA), no qual veio a se tornar o seu Presidente.
Em 2007, na condição de cientista e inventor, ele registrou uma patente sobre o "Processo de obtenção de membranas nanocompósitas de polissulfona com argila bentonita sódica para microfiltração e membranas nanocompósitas resultantes", que por dever profissional acabou sendo titularizada pela USP, universidade na qual ele trabalhava.

## Pensamento
Ivanildo Hespanhol era defensor do reuso de águas para fins de abastecimento humano e animal, por meio do investimento na potabilidade da água "reciclada", sendo um crítico das autoridades governamentais que se recusavam ou eram indiferentes à discussão do reúso potável do esgoto, enquanto que elas continuavam a permitir o lançamento desse mesmo esgoto nos rios e represas da Região Metropolitana de São Paulo, muitas vezes sem nenhum tipo de tratamento.
Sobre esta questão, Ivanildo costumava recordar dos métodos utilizados no Império Romano, em que aquela civilização poluía seus rios e quando os mesmos eram imprestáveis para consumo humano, fazia com que os romanos fossem buscar água limpa em cursos de água distantes dos rios e lagos já poluídos. Desta forma, à medida que a população romana aumentava, essa procura por águas limpas se realizava em locais cada vez mais longe, o que implicou na necessidade de desenvolvimento de tecnologias hidráulicas, como os aquedutos.

## Obras
Ivanildo contribuiu academicamente para o campo da engenharia, publicando alguns livros e capítulos de coletâneas, tais como: 
- "Impacts of Wastewater Use and Disposal on Groundwater";
- "Introdução à engenharia ambiental: o desafio do desenvolvimento sustentável";
- "Control de la contaminación del agua: Guia para aplicación de principios relacionados com el manejo de la calidad del agua";
- "Gestão da água no Brasil";
- "Água na indústria: uso racional e reúso";
- "Water pollution control: a guide to the use of water quality management principles";
- "Uso e Conservação de Água em Prédios Públicos - Manual Prático".